# La Fouillouse
La Fouillouse é uma comuna francesa na região administrativa de Auvérnia-Ródano-Alpes, no departamento de Loire. Estende-se por uma área de 20,57 km². Em 2010 a comuna tinha 4 589 habitantes (densidade: 223,1 hab./km²).